# Zuid-Atlantische gyre

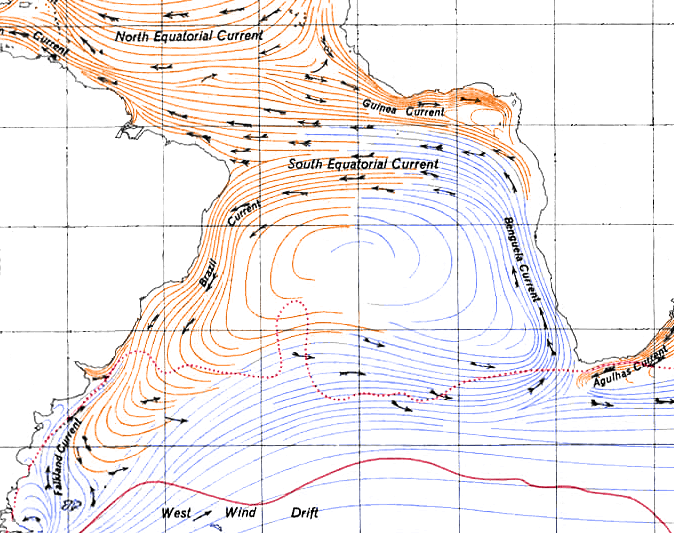
Beeld van de stromingen rond de gyre

De Zuid-Atlantische gyre, gelegen in het zuidelijke deel van de Atlantische Oceaan, is een van de vijf grote oceanische gyres. Het is een circulair systeem van zeestromingen dat zich uitstrekt over de Zuid-Atlantische Oceaan van de oostkust van Brazilië tot aan de westkust van Subsaharaal Afrika.
De stromingen die de Zuid-Atlantische gyre vormen, omvatten de Benguelastroom in het oosten, de Atlantische Zuidequatoriale stroom in het noorden, de Braziliëstroom in het westen en de Antarctische circumpolaire stroom (westenwinddrift). De Atlantische Zuidequatoriale stroom stroomt van west naar oost rond Antarctica en dit eiland kan met deze stroom zijn enorme ijskap behouden doordat het warme oceaanwater weggehouden wordt. Met ongeveer 125 Sv is deze stroom de grootste oceaanstroom.
De Zuid-Atlantische gyre vangt door de mens veroorzaakte zeeafval in de plasticsoep in de Zuidelijke Atlantische Oceaan, vergelijkbaar met hoe de Noord-Pacifische gyre het afval van de plasticsoep in de Noordelijke Grote Oceaan vasthoudt.